# Strophiella tuberigera
Strophiella tuberigera är en mossdjursart som beskrevs av Jullien och Calvet 1903. Strophiella tuberigera ingår i släktet Strophiella och familjen Phidoloporidae. Inga underarter finns listade i Catalogue of Life.